# Axel Sjöberg (konstnär)

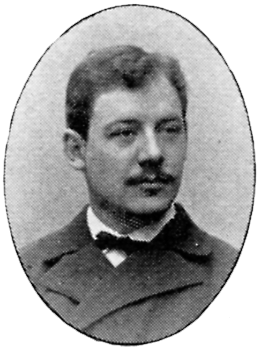
Axel Sjöberg.

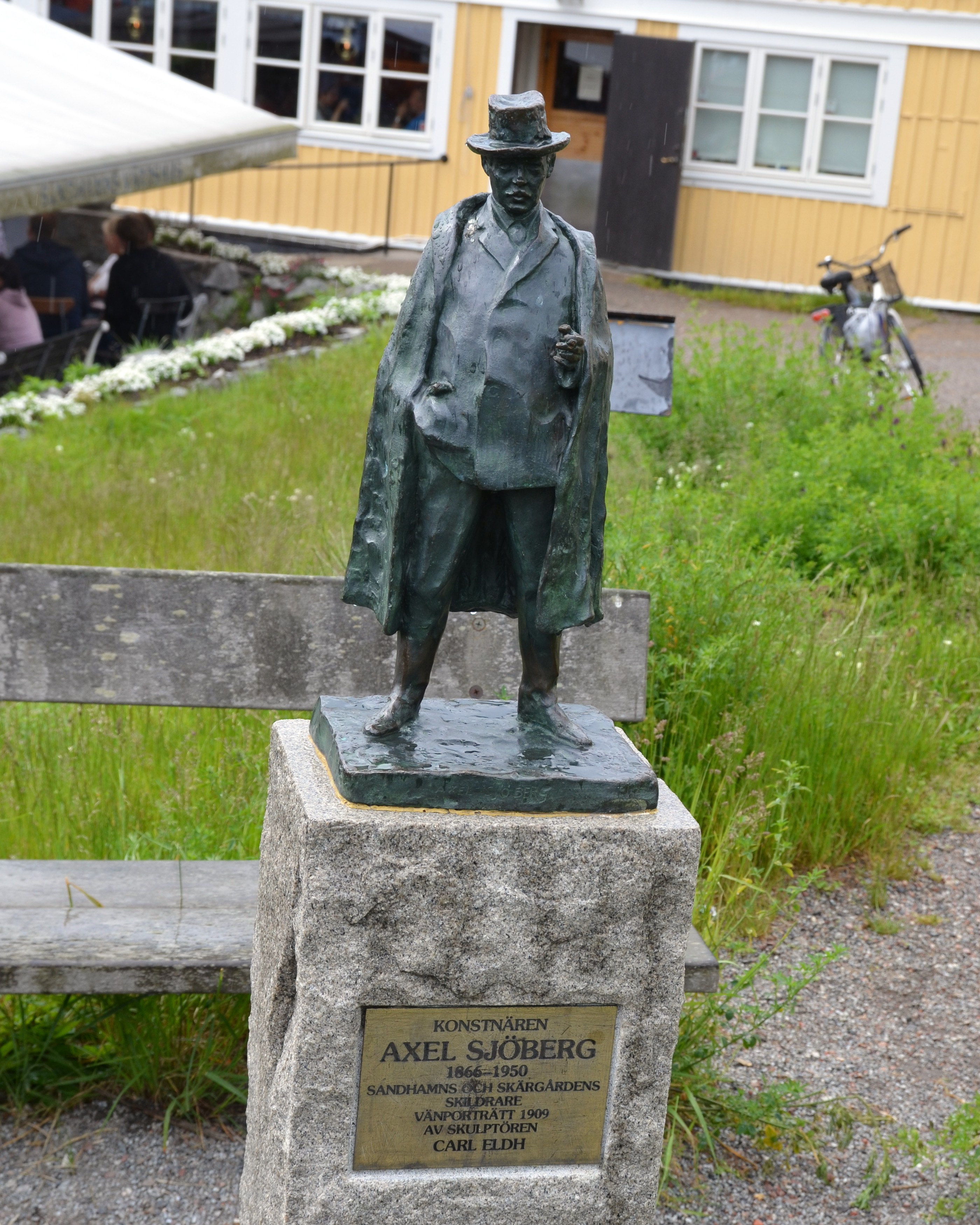
Carl Eldhs staty av Axel Sjöberg
utanför värdshuset i Sandhamn.

Johan Axel Sjöberg, född 6 november 1866 i Stockholm, död 5 oktober 1950 i Stockholm, var en svensk målare och illustratör. Sjöberg brukar betraktas som upptäckaren av Stockholms skärgård i svensk konst. Han var medlem i Konstnärsförbundet. Daniel Fallström kallade honom "En målare i sjöstövlar". 

## Biografi
Axel Sjöberg växte upp på Skeppsholmen. Modern Hilda Gustava Friberg kom  från Vira bruk i Roslagen. Sjöberg fick här sin första kontakt med skärgården och även sin första ateljé i Vallersvik. År 1880 tog han anställning vid Generalstabens litografiska anstalt. Som grafiker kom han i kontakt med de nya kameraapparaterna och blev en tidig dokumentatör av livet i Stockholms skärgård. Han illustrerade även böcker och tidskrifter. 
Han utbildade sig vid Kungliga Konstakademien i Stockholm 1885–1892. År 1900 publicerade han "Bland kobbar och skär", en skärgårdsskildring i text och bild. Från år 1900 var han medlem i Konstnärsförbundet och blev dess sekreterare 1904. Genom studiekamraten Pelle Molin upptäckte han fjällvärlden samtidigt som han sökte sig ut i Stockholms skärgård.    
Sandhamn,  Långviksskär och Landsort är miljöer som han sedan blev trogen under sitt konstnärsliv. Hans skildring av skärgården väckte August Strindbergs beundran: "Den mannen jag väntat på har alltså kommit: den, som kunde se det enda originela i Sveriges eljes  småaktiga natur: Östra skärgården"!  skriver Strindberg i ett tackbrev till Sjöberg som sänt ett exemplar av "Bland kobbar och skär" till honom.
År 1909 hade Sjöberg en stor utställning i Liljevalchs konsthall. Han var uppskattad bland konstnärskollegor,  men hade ingen bredare framgång och hade det svårt ekonomiskt. Det stora genombrottet kom först med utställningar i Köpenhamn 1917 och Liljevalchs 1918. Samtidigt ledde vid den tiden hans närmande till expressionismen honom i konflikt med konstnärsförbundet. Anders Zorn skickade honom ett uppmuntrande brev i samband med konflikten.
Hans monumentala skildringar av skärgården som "Jordbruk i havsbandet", "Begravning i skärgården", Notdragning i Stockholms skärgård", "Fisken väges upp", "Timmerhuggare i Sandhamn"  kan jämföras med motiv som tidigare ägnats kungar och hjältar. Med sin pensel färgsätter han den lilla människans kamp mot naturens krafter och lynnighet. Sjöbergs akvarellmåleri speglar alla stadier i hans konstnärliga verksamhet. Ofta använde han akvarellskisser som underlag inför arbetet med oljemålningarna. Hans akvarellkonst belönades 1947 av Konstakademien med Egron Lundgrensmedaljen för förtjänstfulla insatser inom akvarellkonsten.  
År 1951 ägde en minnesutställning rum i Konstakademien med Sveriges allmänna konstförening som ansvarig, samt en utställning 1984 i Kulturhuset i Stockholm. År 1900 utgav Axel Sjöberg på eget förlag en bok med titeln Bland kobbar och skär, en samling prosaskisser och teckningar. "Bland kobbar och skär" kom ut i ny upplaga 1958 på Norsteds förlag.
Konstnärligt tillhörde Axel Sjöberg generationen mellan Bruno Liljefors, Anders Zorn och Isaac Grünewald, Sigrid Hjertén och Nils Dardel.[förklaring behövs]
Utanför Sandhamns värdshus står en staty över Axel Sjöberg av vännen Carl Eldh.
Sjöberg är representerad vid bland annat Göteborgs konstmuseum, Nationalmuseum och Köpenhamns konstmuseum (Det börjar bli vinter, inköpt 1903). Han är begravd på Galärvarvskyrkogården i Stockholm.

## Bildgalleri
- Gamla Stockholm, reklam för fotografen Axel Lindahl